# XXL (tạp chí)
XXL là một tạp chí hip hop Mỹ, do Townsquare Media xuất bản và được thành lập vào năm 1997.